# 金牛座120
金牛座120，又名BD+18 877，HD 36576、SAO 94649、HR 1858，是金牛座的一颗恒星，视星等为5.69，位于銀經187.39，銀緯-7.84，其B1900.0坐标为赤經5h 27m 39.9s，赤緯+18° -7.84′ 8″。